# Тіра (газонафтове родовище)
Тіра — газонафтове родовище у данському секторі Північного моря.

## Характеристика
Станом на 2016 рік найбільше за запасами газове родовище Данії з показником 78 млрд м³. Видобувні запаси нафти у 2000 році оцінювались на рівні 30 млн м³.
Родовище було виявлене у 1968 році в районі з глибинами 37-40 метрів. Поклади вуглеводнів розташовані на рівні 2000 метрів під морським дном. Колектор — крейда.

## Інфраструктура родовища
Видобуток розпочався у 1984 році. В процесі розробки створено два видобувних центри:
- Східна Тіра — платформа А для розміщення установки комплексної підготовки газу та проживання персоналу, плаформа-хаб Е (сполучена з модулем F, через який надходить продукція з родовища Харальд), дві платформи для фонтанних арматур В і С та факельна башта D;
- Західна Тіра — платформа А для розміщення процесингових потужностей та проживання персоналу, дві платформи для фонтанних арматур В і С, модуль Е для розташування компресорних потужностей та факельна башта D.
Для видобутку нафти, що залягає у тонкому пласті під газовою шапкою, на Західній Тірі почали буріння горизонтальних свердловин.
Продукція з Тіри постачається:
- газопроводом діаметром 750 мм та довжиною 215 км, що веде від платформи-хабу Е на Східній Тірі до берегового прйимального терміналу Nybro, який є вхідним пунктом у газотранспортну мережу Данії. Робочий тиск трубопроводу 13,8 МПа, потужність до 27 млн м³ на день (в перерахунку на рік майже 10 млрд м³, проте фактичні обсяги транспортування набагато менші і максимальна потужність використовується лише під час сильних зимових холодів);
- газопроводом Тіра — F3 діаметром 650 мм та довжиною 99 км, який прокладений від компресорного модуля Е на Західній Тірі до нідерландського сектору Північного моря;
- нафтопроводом діаметром 350 мм та довжиною 16 км до нафтогазового родовища Горм.
В свою чергу, до Східної Тіри, окрім згаданого вище Харальд, надходить також продукція родовищ Valdemar, Roar, Дан (а через останнє і Халфдан), Горм (а через нього також з Rolf, Dagmar, Skjold). В цілому на Тірі здійснюється комплексна підготовка 90 % видобутого в Данії газу, а також створено газопроводний хаб, через який вся ця продукція доставляється до суходолу (з береговим терміналом окремим власним трубопроводом з'єднані лише невелике родовище Південне Арне та сполучене з ним Харальд, проте останнє не має потужностей з комплексної підготовки газу).
Тіра також діє як своєрідне підземне сховище газу. В період низького попиту на блакитне паливо продукція інших родовищ закачується у газову шапку, а при настанні зимового піку видобутку подається споживачам.

## Південно-Східна Тіра
Також через Тіру розробляється родовище-сателіт Південно-Східна Тіра, на якому в районі з глибинами моря 38 метрів встановлена дистанційно керована платформа. Його ввели в експлуатацію у 2002 році, станом на 2014 річний обсяг видобутку тут становив 0,2 млрд м³. У 2015 році На Південно-Східній Тірі завершили проект розширення, що повинен продовжити строку експлуатації на 30 років та забезпечити додатковий видобуток 5 млрд м³ газу та майже 3 млн м³ нафти. В його рамках до 2017 року планується пробурити 12 горизонтальних свердловин довжиною по 6 км кожна. Для проведення ліфтування газом необхідний ресурс буде постачатись зі Східної Тіри по новому трубопроводу. Також було передбачене встановлення нової платформи для розміщення фонтанних арматур, з'єднаної з існуючою містком. Загальні інвестиції у проект розширення становлять 800 млн доларів США.

## Перспективи
У 2014 році на Тірі (без урахування Півдінно-Східної Тіри) видобуто 1,474 млрд м³, або третина данського виробництва газу.
Проте в кінці 2016 року компанія Maersk Oil, що розробляє родовище, оголосила про можливе його закриття з 1 жовтня 2018 року. Це мотивується нерентабельністю подальших операцій в умовах суттєвого падіння цін на вуглеводні при тому, що потужності Тіри потребують суттєвих капіталовкладень для продовження експлуатації. Мова йде про те, що внаслідок вилучення запасів протікає процес опускання морського дна над родовищем та відповідно зменшується колись обчислена необхідна відстань від поверхні до верхньої частини платформ. Maersk Oil пропонує розробити спільний план дій, враховуючи особливу важливість Тіри для данського газового сектору.